# Mangiala / Eat It
Mangiala también conocida como Eat It, es una película italiana dirigida en 1968 por Francesco Casaretti.
Esta comedia dirigida por Francesco Casaretti en 1968 está basada en una novela de Roberto Leoni, y es una estimulante y original sátira de la publicidad en la sociedad de consumo. La hilaridad del film se debe en gran parte a la interpretación de Paolo Villaggio. Un soundtrack único firmado por Ennio Morricone.

## Sinopsis
Un industrial está intentando encontrar un truco publicitario para su producto de carne enlatada "Eat It". Encuentra a un salvaje que solo cumple dos funciones: comer grandes cantidades de alimentos y hacer el amor. Esto es aprovechado por el empresario que lo utiliza para dar publicidad a su producto, haciendo que el público crea que la carne es afrodisíaca. Después de algún tiempo, el salvaje pierde sus "facultades". El industrial intenta reemplazarlo, pero las increíbles cantidades de carne que come, le convierten en una vaca.